# Danielle McCray
Danielle Latrice McCray (Boynton Beach, 8 ottobre 1987) è una cestista statunitense.

## Carriera
Ala di 180 cm, uscita dall'Università del Kansas e settima scelta al Draft WNBA 2010, in Europa ha giocato con Košice e Schio.
Ha vinto la Coppa Italia nella finale contro Lucca e ha contribuito a vincere anche lo scudetto, ma a causa dell'infortunio al tendine d'achille ha perso l'ultima parte della stagione. Ha inoltre saltato, per lo stesso motivo, anche la stagione WNBA.
Con gli Stati Uniti ha disputato le Universiadi di Belgrado 2009.

## Palmarès
- Campionato italiano: 1
Pall. Femm. Schio: 2012-13
- Coppa Italia: 1
Pall. Femm. Schio: 2013